# Pedaliodes philaenis
Pedaliodes philaenis är en fjärilsart som beskrevs av Otto Thieme 1905. Pedaliodes philaenis ingår i släktet Pedaliodes och familjen praktfjärilar. Inga underarter finns listade i Catalogue of Life.